# Франкфуртская книжная ярмарка
Франкфуртская книжная ярмарка (нем. Frankfurter Buchmesse) — крупнейшая книжная ярмарка Западной Европы. Ежегодно проходит в середине октября в немецком городе Франкфурт-на-Майне. В течение пяти дней в ней принимают участие более 7 тысяч экспонентов из примерно 100 стран мира и более 286 тысяч посетителей. Почётными гостями Франкфуртской ярмарки в разное время были: Финляндия (2014) Турция (2008), Индия (2006), Россия (2003), Португалия (1997), Япония (1990).

## История

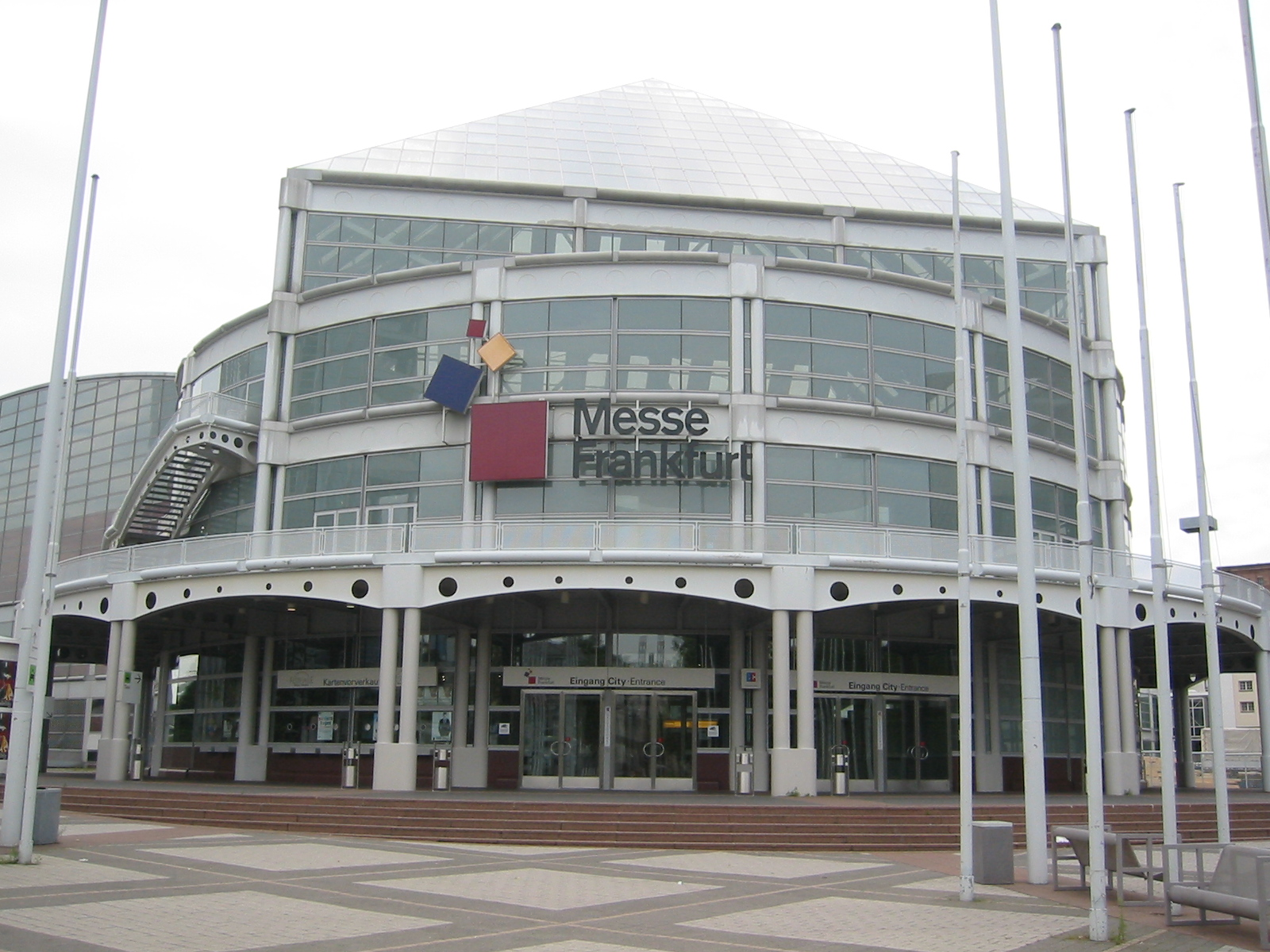
Выставочный павильон

Франкфуртская книжная ярмарка имеет довольно древние истоки. Впервые она прошла в 1473 году, систематически проводилась с 1574 года. Франкфуртская книжная ярмарка традиционно связывается с основанной Иоганном Гутенбергом в Майнце (вблизи Франкфурта) книжной типографией. С тех пор Франкфурт является книжной столицей Европы.
Ярмарка стала основным местом продажи книг в регионе и центром распространения текстов. Во времена Реформации ярмарку посещали торговцы, проверяющие наличие новых книг, и учёные, ищущие новые знания.
До конца XVII века Франкфуртская книжная ярмарка была важнейшей торговой площадкой по продаже книг. Но в 1632 году, во времена Просвещения, новым центром стала Лейпцигская книжная ярмарка. После Второй мировой войны Франкфуртская книжная ярмарка снова была доступна для посетителей в 1949 году.

## Описание
Франкфуртская книжная ярмарка является крупнейшей в мире, как по количеству посетителей, так и по количеству издательских компаний, представляющих свои книги на ярмарке. Проведение ярмарки позволяет сотрудничать международным типографиям и издательствам. Издатели, агенты, книготорговцы, библиотекари, ученые, иллюстраторы, поставщики услуг, кинопродюсеры, переводчики, профессиональные и торговые ассоциации, учреждения, художники, авторы, антиквары, поставщики программного обеспечения и мультимедиа могут принять участие в ярмарке.

## Галерея

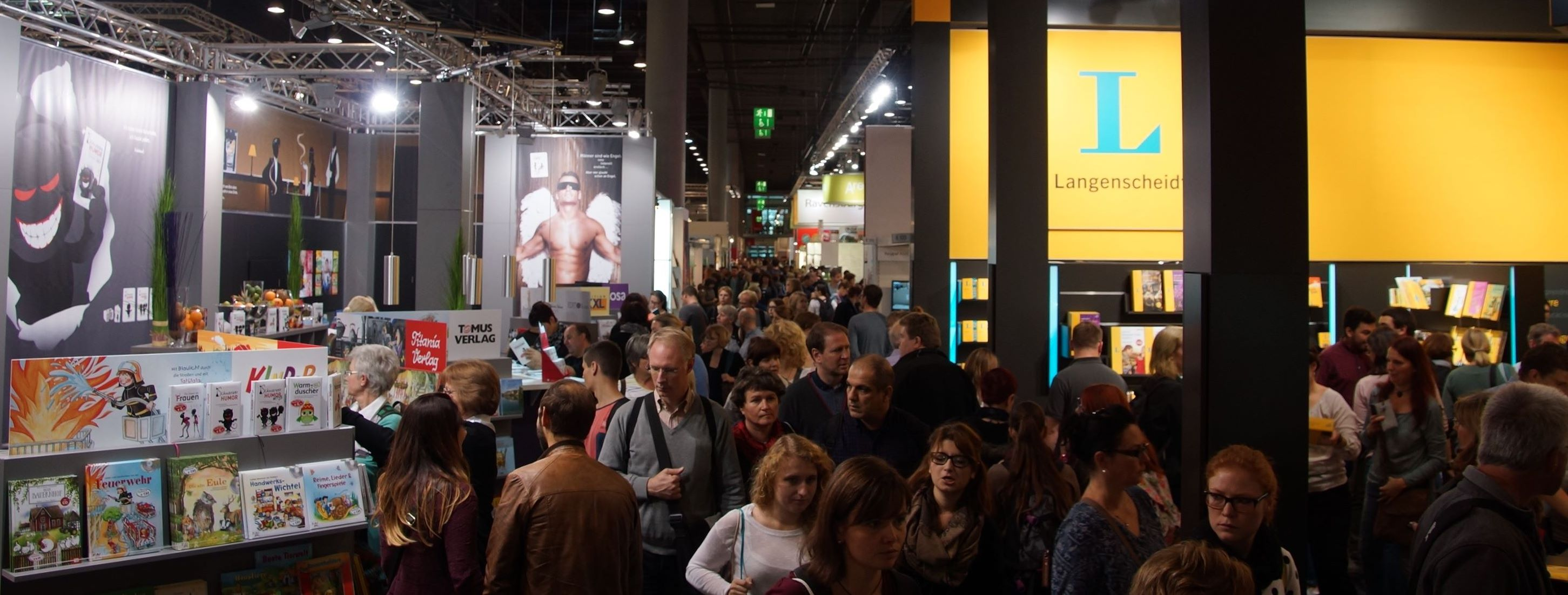
Книжная ярмарка в 2014 году
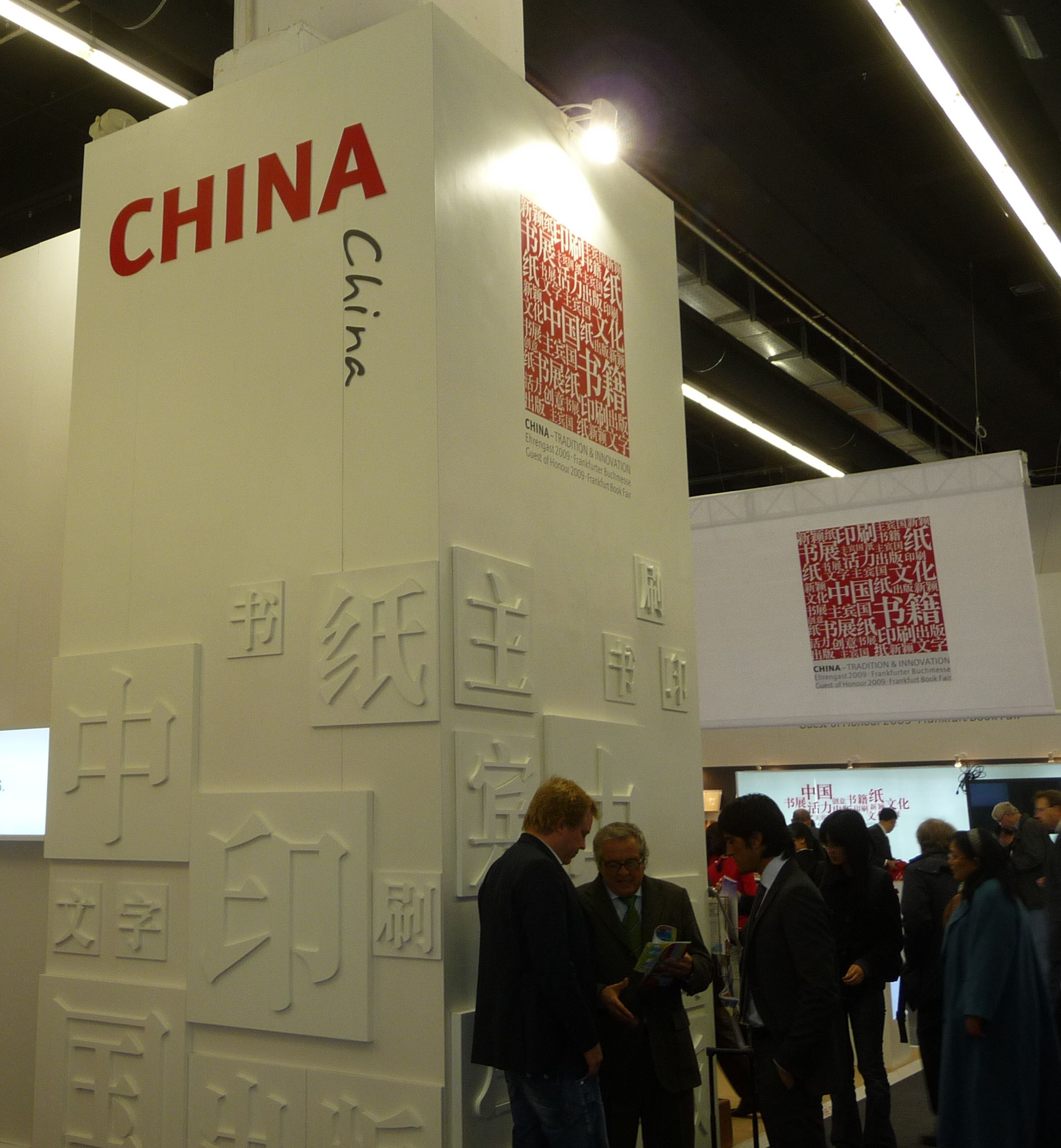
Представление Китая на ярмарке
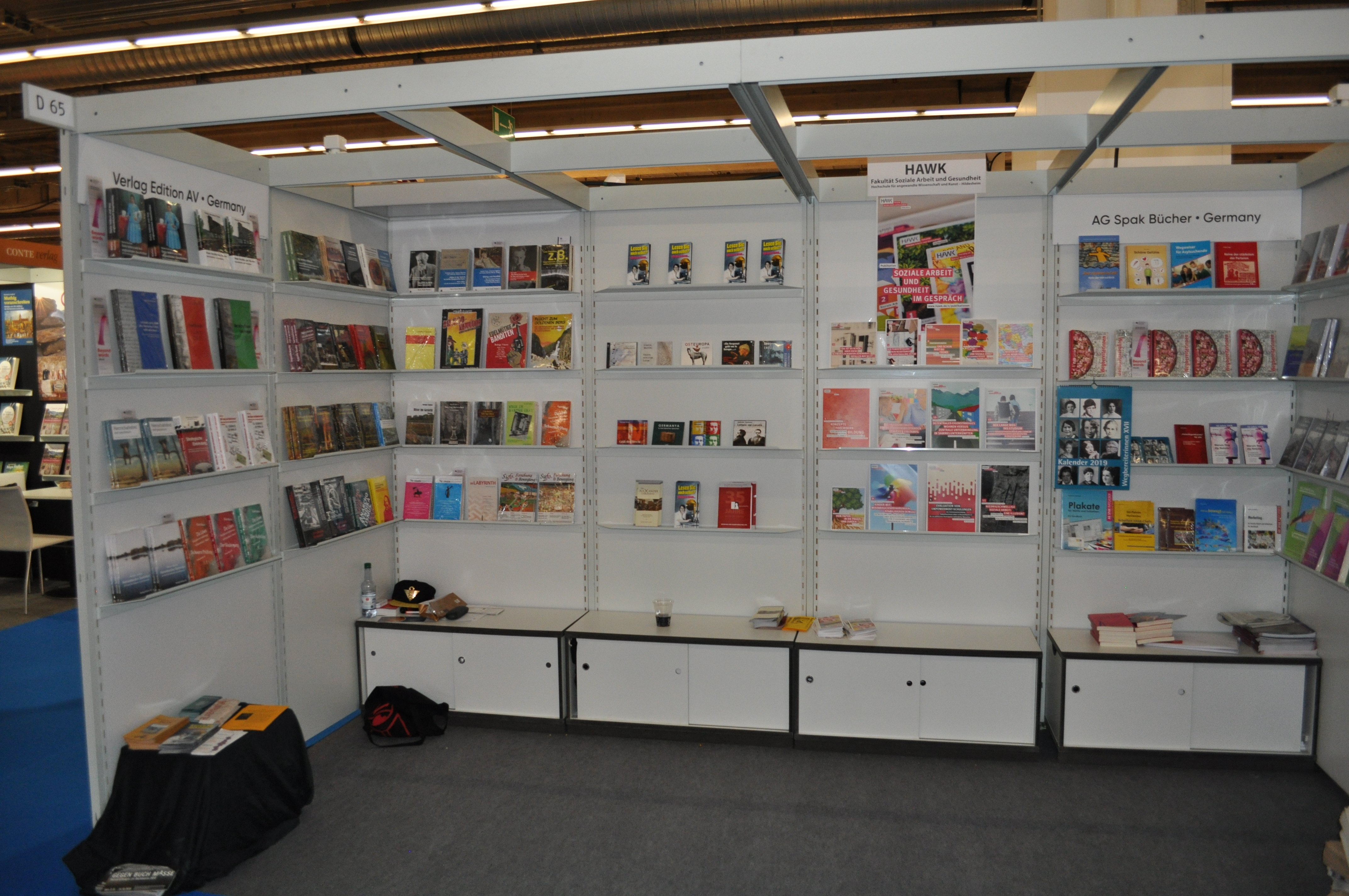
Издания на ярмарке